# 엑시즈
엑시즈(AXIZ)는 대한민국의 5인조 혼성 하드락 밴드이다.

## 역사

### 2008년
- 장성중학교에서 밴드 The Fiaa로 활동하던 박준형, 양지완, 이승배와 저동중학교에서 밴드 B.P.M으로 활동하던 안미연, 김하진이 모여 2008년 4월 4일(당시 멤버 전원 중3) 결성.
- 2008 경기도 청소년 종합예술제 조인핸드 (Joinhand) 락밴드부문 최우수상

### 2009년
- 제6회 나스락 페스티벌 창작곡 특별상,대상 수상[1]
- 제11회 동두천 락페스티발 경연대회 금상 수상
- 제2회 예홀 아바스크 락페스티벌 전국고교생대상
- 2009 경기도 청소년 종합예술제 조인핸드 (Joinhand) 락밴드부문 최우수상

### 2010년
- 2010 광주청소년음악페스티벌(GYMF) 금상수상[2]
- 2010 아시안비트코리아(Asian Beat korea) 본선진출
- 2010 경기도 청소년 종합예술제 조인핸드 (Joinhand) 락밴드부문 최우수상 (3년 연속)

### 2011년
- 2011년 5월 6일 제5회 World DJ Festival 참가
- 2011년 5월 25일 광주MBC '문화콘서트 난장' 녹화
- 2011년 6월 KBS2 밴드 서바이벌 프로그램 <TOP 밴드> 참가

* 예심에서 자작곡 'Why don't you give it up'을 연주하여 예선 진출,
* 양주에서 열린 예선에서 산울림의 '아니벌써'를 연주하여 3위로 본선 진출.
* 24강 경연에서 김현식의 '비처럼 음악처럼'을 연주하여 16강 진출,
* 16강 경연에서는 송창식의 '고래사냥'을 연주
- 2011년 8월 17일 도시락 인디뮤직 어워드(현 올레뮤직 인디어워드) 축하공연
- 2011년 9월 24일 Let's ROCK 페스티벌 참가
- 2011년 10월 15일 F1 Korea 그랑프리 락페스티벌 참가
- 2011년 10월 23일 에버그린 락페스티벌 참가
- 2011년 11월 3일 유니버설 뮤직과 계약[3]
- 2011년 11월 11일 디지털 싱글 'Why don't you give it up' 발매
- 2011년 11월 12일 광주MBC '문화콘서트 난장' 출연
- 2011년 11월 18일 1st EP '날 안아줘' 발매
- 2011년 12월 10일 TOP밴드 콘서트 참가

### 2012년
- 2012년 1월 1일 SBS 인기가요 출연
- 2012년 1월 7일 MBC 쇼!음악중심 출연
- 2012년 1월 13일 KBS 뮤직뱅크 출연
- 2012년 1월 14일 MBC 쇼!음악중심 출연
- 2012년 1월 28일 MBC 쇼!음악중심 출연
- 2012년 2월 4일 MBC 쇼!음악중심 출연
- 2012년 2월 17일 KBS2 유희열의 스케치북 출연
- 2012년 2월 18일 MBC 쇼!음악중심 출연
- 2012년 2월 19일 SBS 인기가요 출연
- 2012년 2월 25일 MBC 쇼!음악중심 출연
- 2012년 3월 17일 제5회 올레뮤직 인디어워드 축하공연
- 2012년 3월~5월 투표독려 전국투어 개념찬 콘서트 바람 참여
- 2012년 8월 4일 제12회 부산 국제 락페스티벌
- 2012년 8월 10일 2012 펜타포트 락페스티벌
- 2012년 9월 1일 대만락페스티벌 'Rock in Taichung'
- 2012년 12월 13일 tvN드라마 막돼먹은영애씨 시즌11 OST 발매

### 2013년
- 2013년 8월 지산 월드락페스티벌

## 멤버
| 양지완 - 1993.2.6 - Leader/Guitar - 악기: Epiphone Les Paul Standard, Gibson Flying V, Duesenberg Rocket1, Schecter Ultra-III (Vintage Red) | 박준형 - 1993.12.31 - Vocal | 김하진 - 1993.3.29 - Bass - 악기: Fender American standard precision bass(Black,Honey Blonde) | 안미연 - 1993.4.20 - Guitar - 악기: Hagstrom Viking, ESP Vintage Plus Telecaster, Schecter Corsair-Bigsby (Gloss Walnut) | 이승배 - 1993.10.15 - Drummer |

## 음반

### 참여
《서바이벌 TOP밴드 Part 5 16강 나군-1》(2011년 9월 10일)

### 싱글
《Why Don`t You Give It Up》(2011년 11월 11일)

### EP (미니 앨범)
《날 안아줘》(2011년 11월 17일)
1. Why don't you give it up
2. Circus
3. 날 안아줘
4. Mr.Zero

### OST
《막돼먹은 영애씨 시즌 11 OST》(2012년 12월 13일)
1. 너만을 원해
2. 너에게 서툰
3. 필요해